# Šejdračka
Šejdračka (Zannichellia) je rod jednoděložných rostlin z čeledi rdestovité (Potamogetonaceae). Starší taxonomické systémy ji často řadí do samostatné čeledi šejdračkovité (Zannichelliaceae).

## Popis
Jedná se o vytrvalé vodní rostliny s oddenky, kořenící ve dně, lodyha často v uzlinách kořenující. Listy jsou jednoduché, ponořené, přisedlé, většinou (kromě kvetoucích větví) vstřícné (na rozdíl od rdestů rodu Potamogeton, které mají listy většinou střídavé). Čepele jsou celistvé, čárkovité. Palisty jsou vyvinuty, jsou objímavé, v mládí často trubkovité. Jedná se o jednodomé rostliny s jednopohlavnými květy. Květy jsou v květenstvích, v dvoukvětých vrcholících, kdy jeden květ je samčí a druhý samičí a vykvétají pod vodou. Okvětí u samčích květů chybí, u samičích se jedná o 3 srostlé okvětní lístky v 1 přeslenu, tvořící bazální kápovitou strukturu. Tyčinek je v samčích květech 1-2, opalování se děje pomocí vody. Gyneceum je apokarpní, složené ze 2-9 plodolistů. Semeník je svrchní. Plod je suchý, nepukavý, v souplodí, jedná se o nažku, na vrcholu s krátkým zobánkem.

## Rozšíření ve světě
Je známo asi 5 druhů (záleží ale na taxonomickém pojetí), rozšířeny skoro po celém světě.

## Rozšíření v Česku
V ČR i v celé Evropě roste pouze šejdračka bahenní (Zannichellia palustris). Je to však velice variabilní druh, je rozlišováno několik poddruhů, v některých pojetí však i samostatných druhů. Roste nejčastěji ve stojatých, spíše eutrofních vodách, hlavně v rybnících, od nížin do podhůří.

## Celkový seznam druhů
- Zannichellia andina Holm-Niels. & R. R. Haynes – Jižní Amerika
- Zannichellia palustris L. – skoro celý svět, variabilní
- A snad další, je zde problém s taxonomickým pojetím